# Gerichtsbezirk Haag

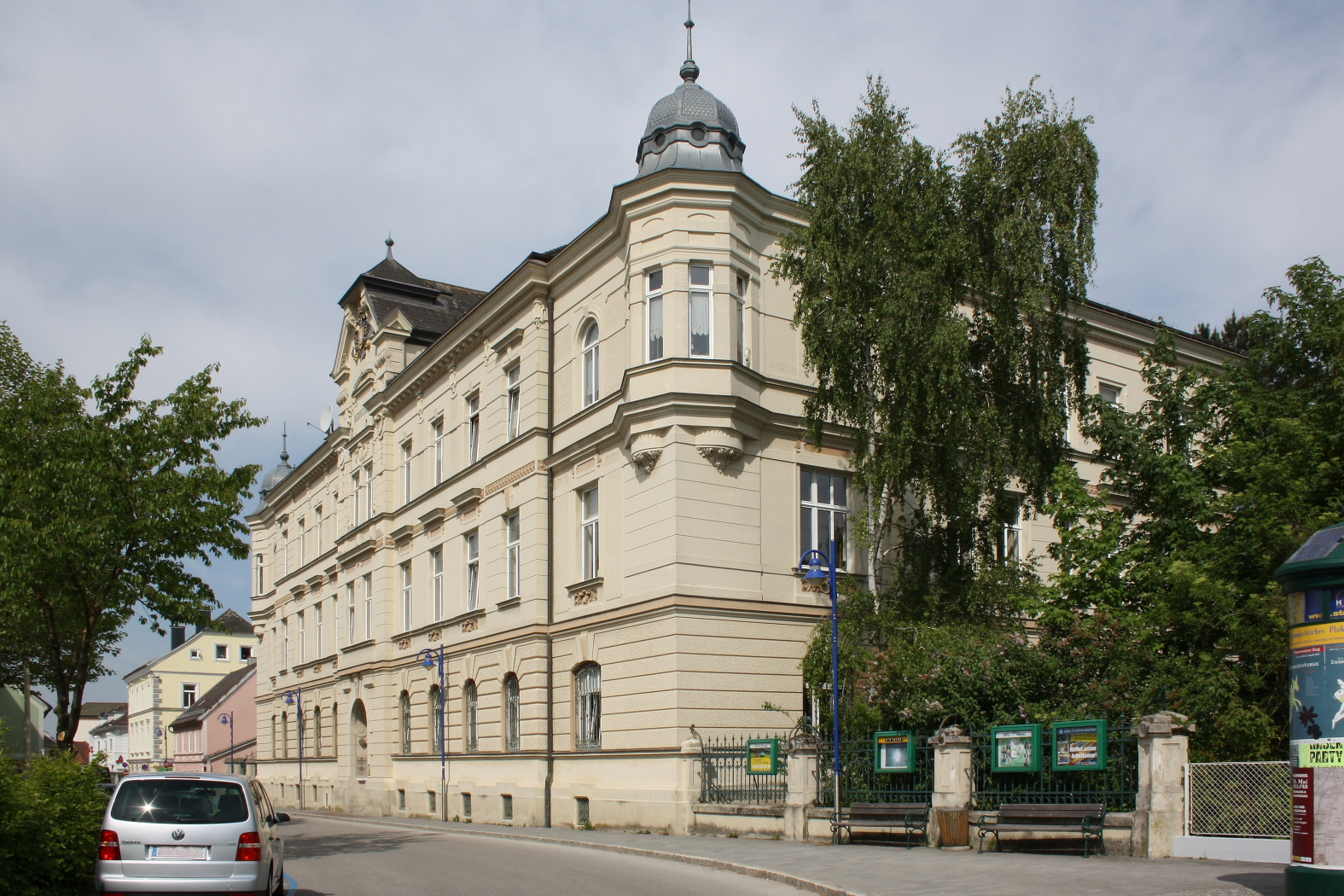
Bezirksgericht Haag

Der Gerichtsbezirk Haag ist ein Gerichtsbezirk in Niederösterreich und einer von dreien im Bezirk Amstetten. Der übergeordnete Gerichtshof ist das Landesgericht Sankt Pölten.

## Geschichte
Der Gerichtsbezirk Haag existierte bereits 1910, in seiner heutigen Form jedoch erst seit dem 1. Juli 2002. Damals wurde der ehemalige Gerichtsbezirk Sankt Peter in der Au aufgelöst und die Gemeinden Sankt Peter in der Au, Weistrach und Wolfsbach dem Gerichtsbezirk Haag angeschlossen.
Am 1. Jänner 2014 wurde der Gerichtsbezirk Haag aufgelöst und die Gemeinden wurden dem Gerichtsbezirk Amstetten zugewiesen. Am 1. September 2017 wurde der Gerichtsbezirk Haag wiedererrichtet.

## Gerichtssprengel
Einwohner: Stand 1. Jänner 2024

### Städte
- Haag (5.790)
- Sankt Valentin (9.327)

### Marktgemeinden
- Behamberg (3.465)
- Sankt Peter in der Au (5.131)
- Strengberg (2.168)
- Wolfsbach (2.212)

### Gemeinden
- Ennsdorf (3.299)
- Ernsthofen (2.300)
- Haidershofen (3.710)
- Sankt Pantaleon-Erla (2.718)
- Weistrach (2.428)